# Altpreußische Heeresorganisation
Die  altpreußische Heeresorganisation behandelt die Aufbauorganisation der preußischen Armee von ihrem Beginn als stehendes Heer vom Jahre 1644 an, bis zu ihrer totalen Vernichtung infolge der verheerenden preußischen Niederlage im Krieg gegen Frankreich 1806/7.
Die in den Jahren 1807 bis 1814 neu reformierte Armee (Neupreußische Armee) unterschied sich in ihrer Heeresorganisation grundlegend.

## Organisation der altpreußischen Armee
Wie alle europäischen Armeen in der Zeit von 1644 bis 1806 bestand die Armee aus den Waffengattungen der Infanterie und Kavallerie. Als eigenständige Waffengattung kam die Artillerie später hinzu. Die preußische Armee konzentrierte sich mehr auf die Infanterie. So stellten die beiden Waffengattungen Kavallerie und Artillerie in der Ansicht der damaligen Befehlshaber wenig mehr als Unterstützungskräfte der Infanterie dar. Dies äußert sich zum Beispiel in der infanteriegeprägten Ausbildung der Artillerie oder der Dragoner. Wie der Anstieg der numerischen Größe der Armee im Verlaufe der Zeit vermuten lässt, so stieg die Zahl der neugegründeten militärischen Einheiten parallel mit an. Bei allen drei Waffengattungen stellte das Regiment die größte Organisationsform in der Armee dar.
Die Stärke veränderte sich im Verlaufe der Zeit, so dass einheitliche Zahlenangaben nicht möglich sind.
- Die Infanterie bildete bis 1806 nach und nach 60 Infanterieregimenter aus.
- Die Kavallerie bestand 1806 aus 35 Regimentern.
- Die Artillerie bestand 1806 aus 4 Feldartillerieregimentern und 14 Festungskompanien.

Neben diesen drei Waffengattungen gab es noch:
- Garnisonstruppen
- technische Truppen (zum Beispiel Mineure und die Ingenieure)
- Spielleute
- das Sanitätswesen (was in der Zeit kaum seinen Namen verdiente)
- die Feldprediger

### Infanterie
Siehe auch: Infanterieregimenter der altpreußischen Armee 1644–1806
Die Organisationseinheiten der preußischen Infanterie waren der Größe nach: 1. Regiment, 2. Bataillon, 3. Kompanie, 4. Zug.
Die Entwicklung der organisatorischen Struktur der preußischen Armee fand in einem langandauernden Prozess statt. So hatten bis um 1680 die einzelnen Infanterieregimenter ganz unterschiedliche Größen. Erst ab den 1680er Jahren bildete sich eine feste organisatorische Form in den Regimentern heraus. Diese Entwicklung wurde durch die feste Finanzierung und Planung der Geldmittel durch den Kurfürsten verursacht, welche feste numerische Bezugsgrößen notwendig machten.
Die ersten organisatorischen Normierungen der preußischen Infanterie wurde in den Regelungen am 17. Mai 1713 und am 28. Februar 1714 angeordnet. Darin wurde die Stärke eines Infanterieregiments auf 1.390 Mann festgelegt. Ein Infanterieregiment beinhaltete zwei Bataillonen und zehn Kompanien. So bestand ein Musketierregiment zu der Zeit aus 40 Oberoffizieren, 110 Unteroffizieren, 30 Tambours (Trommler), 130 Grenadieren und 1.080 Musketieren.
Diese Regelung blieb bis 1735 bzw. 1743 gültig. Es wurden von da an zwei zusätzliche Grenadierkompanien innerhalb eines Regiments gebildet. So erhöhte sich die Stärke eines Infanterieregiments auf 1.597 Mann.
Bis zum Zusammenbruch der altpreußischen Armee wurden insgesamt 60 Infanterieregimenter gebildet.
Grenadiere, Musketiere und Füsiliere waren die hauptsächlichen Infanterietypen der preußischen Armee im 18. Jahrhundert.

#### Musketiere

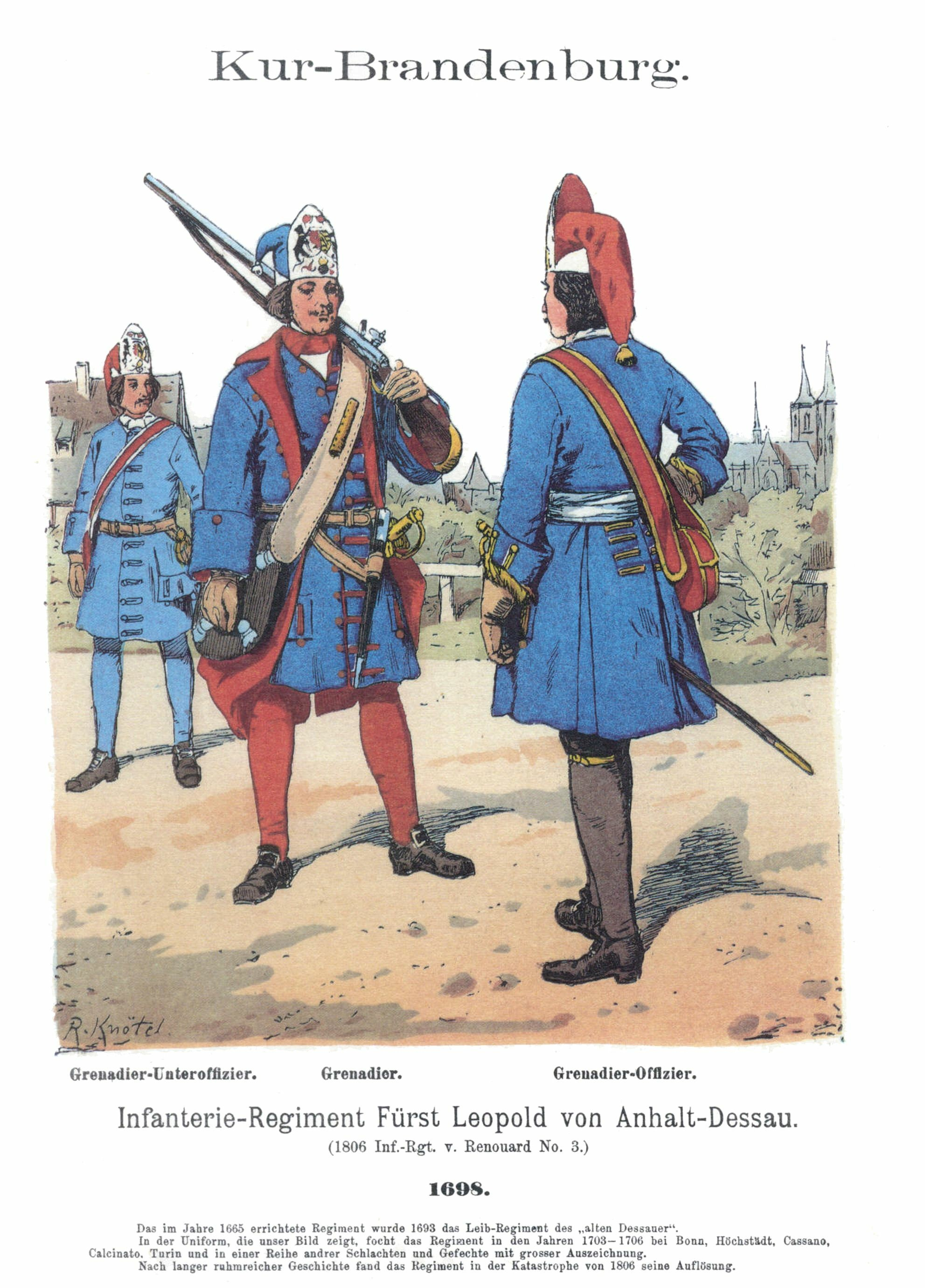
Grenadiere der preußischen Armee um 1698

Die Musketiere waren die Linieninfanterie der preußischen Armee. Sie wurden nach ihrer Waffe, der Muskete, benannt. Nach der Erfindung der Steinschlossflinte wurde die Muskete obsolet, und so wurden ab 1680 nur noch Steinschlossflinten verwendet. Anders als in anderen europäischen Ländern behielten die preußischen Musketierregimenter jedoch ihren Namen als Ehrentitel bei, auch wenn sie die neue Steinschlossflinte verwendeten. Das 1. bis 31. Infanterieregiment waren (mit Ausnahme des Infanterieregiments No. 6) Musketierregimenter.

#### Grenadiere

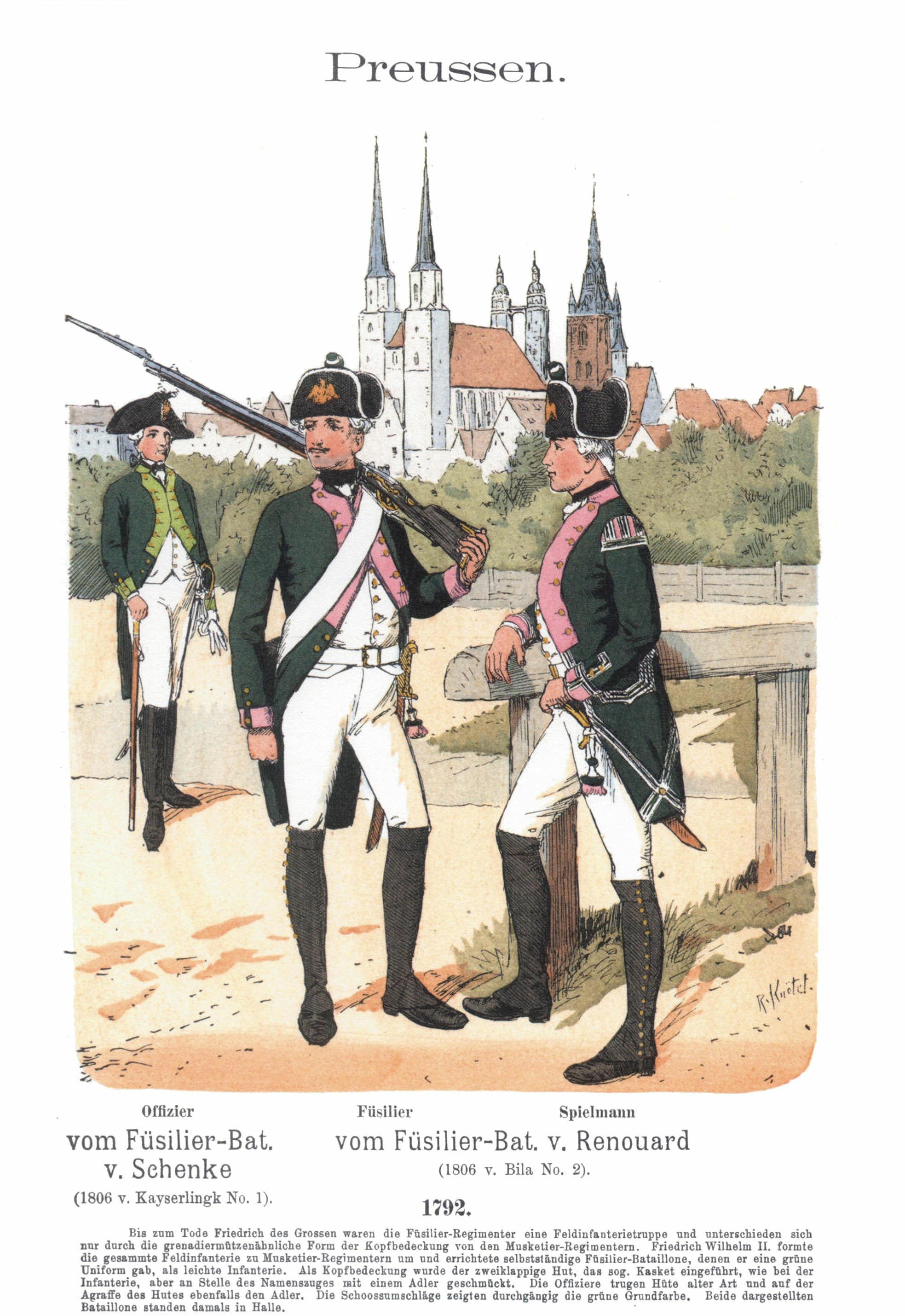
Preußische Füsiliere im Jahre 1792

Siehe auch: Liste der Grenadierbataillone der altpreußischen Armee
Die Aufgabe der Grenadiere war es, 1,5 kg schwere Granaten (frz. grenades) auf die feindliche Infanterie zu werfen, um den Musketieren Zeit zum Laden ihrer Waffen zu verschaffen. Sie wurden an den Flügeln eingesetzt. Durch die Verbesserung der Waffen (Steinschlossflinte) wurden die Granaten überflüssig. Obwohl sie ihrer ursprünglichen Funktion beraubt wurden, galten sie doch aufgrund ihrer exponierten Stellung im Gefecht (Flanken) und ihrer physischen Überlegenheit als Eliteeinheit in der preußischen Armee. Ihr zahlenmäßiger Anteil lag bei 17 bis 18 Prozent in den Schlesischen Kriegen. In jedem Musketierregiment standen zwei Grenadierkompanien. Zusätzlich trug das Infanterieregiment No. 6 die Bezeichnung Bataillon Grenadier-Garde.

#### Füsiliere
Ab 1723 entstanden auch Füsilierregimenter. Die Füsiliere wurden mit einer leicht abgewandelten Flinte ausgestattet. Die Flinte sollte insgesamt leichter werden. In der Praxis wurde die preußische Standardflinte um etwa eine Handbreit gekürzt. So wurden die neugebildeten Füsilierregimenter aus vorwiegend kleineren Soldaten gebildet. Sonst hatten sie die gleiche Funktion wie die Musketiere, und die Füsilierregimenter hatten auch die gleiche Struktur wie die Musketierregimenter. Äußerlich unterschieden sich die Füsiliere durch eine andere Kopfbedeckung. Musketiere trugen einen Dreispitz während die Füsiliere eine der Grenadiersmütze ähnelnde hohe Kopfbedeckung trugen. Anfangs wurden die Füsiliere als zweitrangig angesehen. So erhielten sie in der Schlachtordnung zu Beginn des Siebenjährigen Krieges nur hintere Plätze. Die Infanterieregimenter No. 32 bis 60 wurden als Füsilierregimenter bezeichnet, auch wenn sie in ihrer Funktion sich von den Musketierregimentern nicht unterschieden.
Nach erfolgter Heeresreform stellten Füsiliere neue Eliteeinheiten der preußischen Armee. Da sie auch für das Schützengefecht ausgebildet wurden und weniger für das Liniengefecht gedacht waren, waren sie die einzigen Infanterieeinheiten, die sich gegenüber den französischen Truppen mit ihrer Tirailleurtaktik im Jahre 1806 behaupten konnten.

#### Freibataillone/leichte Infanterie
Siehe auch: Liste der Frei-Truppen und Milizen der altpreußischen Armee
Während der Schlesischen Kriegen erkannte Friedrich II. einen Mangel an leichten Truppen für den immer mehr an Bedeutung gewinnenden Kleinkrieg. Die Aufstellung von Husaren allein konnte diesen Mangel nicht beheben; so beauftragte er die Aufstellung von Frei-Infanterie-Einheiten und Frei-Corps (aus unterschiedlichen Waffengattungen) aufgestellt. Insgesamt wurden 14 Frei-Infanterie-Einheiten und 6 Frei-Corps unterschiedlicher Größe aufgestellt, die überwiegend schlechte Leistungen im Gefecht zeigten. Sie waren von einer hohen Desertationsrate betroffen. Der Grund dafür ist, dass die Einheiten vorwiegend aus österreichischen, französischen und ungarischen Kriegsgefangenen bestand. Nach dem Siebenjährigen Krieg wurden diese Einheiten wieder aufgelöst, aber auch für den letzten Kabinettskrieg, den Bayerischen Erbfolgekrieg, kurzfristig gebildet.

### Kavallerie
Siehe auch: Kavallerieregimenter der altpreußischen Armee 1644–1806
Die Organisationseinheiten der Kavallerie waren der Größe nach: 1. Regiment, 2. Eskadron (frz.) Schwadron, 3. Kompanie, 4. Zug.
Im Jahre 1656 machte die Kavallerie noch einen Anteil von 54 Prozent an der Armee aus. Nach Einführung des Steinschlossgewehres und des Bajonetts verlor die Kavallerie jedoch zunehmend an Bedeutung in der preußischen Armee. Zu Beginn des 18. Jahrhunderts sank ihr Anteil in der Armee auf 20 Prozent.
Ähnlich wie bei der Infanterie gab es auch in der Kavallerie anfangs keine einheitliche Organisationsform, Bewaffnung oder Bekleidung.
Von wesentlicher Bedeutung waren die Vorschriften, die unter Friedrich-Wilhelm eingeführt wurden. Zu nennen ist die 1718 eingeführte Verpflegungsordonnanz, das Einquartierungsreglement und das Exerzierreglement vom 1. März 1720, welches die Bewaffnung, die Uniformierung, die Unterbringung und die Organisation regelte.
Ein Reiterregiment bestand von da an aus 728 Mann und 742 Dienstpferden. Es beinhaltete 5 Eskadrone und 10 Kompanien. Dies galt aber nicht für die Dragonerregimenter deren Stärke beträchtlich schwankte.
Unter Friedrich-Wilhelm I. litt die Kavallerie unter der Überbetonung der Infanterietaktik. Das Pferd wurde immer weniger als Angriffsmittel gesehen, sondern mehr als ein schnelles Transportmittel aufgesessener Infanterie.
1740 beim Amtsantritt Friedrich II. bestand die Kavallerie aus 22.344 Mann mit 19.801 Pferden.
Durch seine Reglements von 1743 veränderte sich erneut die Numerische Anzahl der Regimenter. Ein Kürassierregiment zählte nun 833 Reiter, ein Dragonerregiment 847 Soldaten und ein Husarenregiment 1.172 Mann.
Als die Kavallerie 1763 auf Friedensstärke gebracht wurde, bestand sie aus 32.930 Kavalleristen. Darunter 10.859 Kürassiere (33 Prozent), 11.990 Dragoner (36 Prozent), 9.740 Husaren (30 Prozent).
Bis 1786 wurden insgesamt 35 Kavallerieregimenter verschiedener Kavallerietypen gebildet.
Nach 1786 wurde der nur noch künstliche Unterschied zwischen Kürassieren und Dragonern beseitigt. Beide Typen stellten nun die Schlachtenkavallerie dar. Ein Kürassier- /Dragonerregiment bestand nun aus 783 Mann. 1806 wurde die Kavallerie trotz einer im Vergleich zu Früher, geringerer Schlagkraft noch als die beste preußische Waffengattung angesehen.
Bei der preußischen Kavallerie gab es an Kavallerietypen die Kürassiere, die Dragoner und die Husaren.

#### Kürassiere

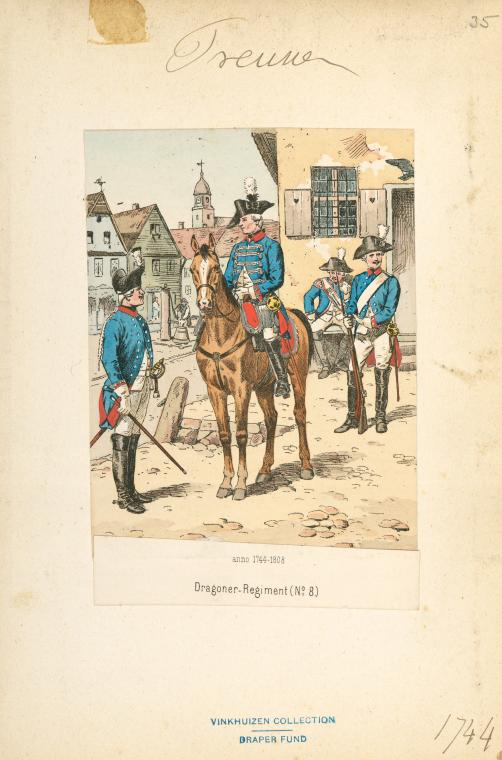
3 Preußische Dragonersoldaten vom Dragonerregiment Nr. 8, 1745

Die Kürassiere hatten ihren Namen von dem bis zu 12 kg schweren, eisernen Brustpanzer – dem Kürass. Ihre Bewaffnung bestand aus einem Karabiner, zwei Pistolen am Sattel und einem Säbel. Die Kürassiere waren die schwerste und vornehmste Gattung der berittenen Truppen und stellte die eigentliche Schlachtenkavallerie in der preußischen Armee dar. Dies wird auch daran deutlich, dass nach 1691 neu aufgestellte Regimenter sich aus gedienten und erfahrenen Dragonerregimentern bereicherten, womit der Elitestatus gefördert wurde.
Der Begriff der Kürassierregimenter wurde erst ab 1742 gebräuchlich. Davor hießen die Kürassierregimenter Regimenter zu Pferde. Bis 1786 entstanden 13 Kürassierregimenter.

#### Dragoner
Die Dragoner waren als berittene Infanterie konzipiert, so war die Ausbildung der Dragoner stark an dem Infanterie-Reglement angepasst. Ursprünglich sollten sie ihren Einsatzort zu Pferde erreichen aber zu Fuß kämpfen. Fußexerzieren und Feuergefecht waren bei den Dragonern wichtiger als Reiten. Friedrich-Wilhelm I. verordnete den Dragonern jeden dritten Tag Infanteriedienst. Zu Zeiten Friedrichs des Großen führten die Dragoner grundsätzlich die gleiche Bewaffnung wie die Kürassiere, allerdings trugen sie nicht den typischen Brustpanzer der Kürassiere. Sie wurden genauso eingesetzt wie die Kürassiere und nach 1786 wurden die kaum noch vorhandenen Unterschiede beider Typen beseitigt.
Bis 1786 entstanden 12 Dragonerregimenter.

#### Husaren

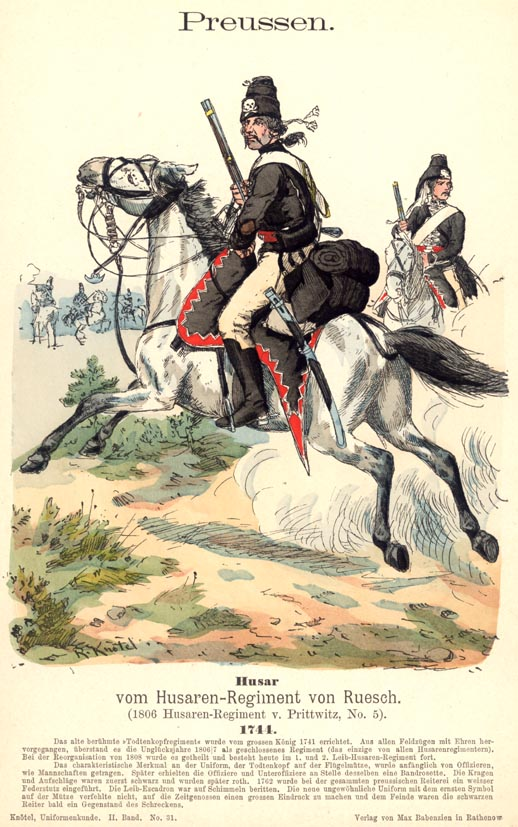
Preußischer Husar um 1744

Die Husaren wurden erstmals 1721 aufgrund der gemachten Erfahrungen im Spanischen Erbfolgekrieg aufgestellt. Husaren stellten die leichte Kavallerie der preußischen Kavallerie dar. Sie waren ursprünglich für Stoßtrupps und den kleinen Krieg gedacht. So lag ihr Nutzen besonders in der schnellen und weiten Aufklärung und in den Überfallartigen Aktionen auf den Nachschub des Feindes. Typisch für die preußischen Husaren waren ihre Pelzmützen und ihre gekrümmten Säbel.
Bis 1786 entstanden 10 Husarenregimenter die über jeweils 10 Eskadronen verfügten.

### Artillerie
Siehe auch: Liste altpreußischer Artillerieregimenter
Die Artillerie in der preußischen Armee wurde zwischen Feldartillerie und Garnisonsartillerie unterschieden. Bis 1806 entstanden insgesamt vier Feldartillerieregimenter und 14 Festungsartilleriekompanien. Bei der Feldartillerie war die Organisationsgliederung der Größe nach: 1. Regiment, 2. Bataillon, 3. Kompanie.
Es dauerte sehr lange bis sich die Artillerie als eigenständige Truppengattung in das preußische Heer integrierte. Dies wurde dadurch verursacht, das diese Waffe ursprünglich einen stadtbürgerlichen Charakter hatte. Artilleristen betrachteten sich nicht vordergründig als militärische Truppe, sondern eher als eine bürgerliche Zunft. Die Artilleristen waren vordergründig darauf bedacht ihr Wissen vor Außenstehenden zu schützen.
Ein wichtiger Schritt, um aus der Artillerie eine Waffengattung zu machen, war es, die Ausbildung der Artilleristen zu normieren und in Berlin zu konzentrieren. Dies galt ab 1687. Notwendig wurde dieser Schritt auch durch den Ausbau der Festungen in Brandenburg-Preußen und den damit verbundenen höheren Bedarf an Artillerie.
1697 wurde die Artillerie von der Organisatorischen Anbindung an den Festungen getrennt und ein erstes Artilleriekorps gebildet. Im Jahre 1700 bestand dieses aus 409 Mann zu 10 Kompanien.
Das Problem der Artillerie bestand lange Zeit in ihrer Feldverwendungsfähigkeit. Das Gewicht einer Kanone war beträchtlich, so machten das Mitführen von Kanonen eine Armee langsamer und unbeweglicher. Drohte eine Niederlage in einer offenen Schlacht, so bedeutete dies in der Regel den Verlust aller Kanonen.
Zu Zeiten des Spanischen Erbfolgekrieges wurde die Artillerie von den Befehlshabern der preußischen Armee als äußerst geringschätzig angesehen. So wurde dem preußischen Korps unter Führung von Fürst Leopold von Anhalt-Dessau überhaupt keine Kanonen mitgegeben.
Ein Umdenken fand unter Friedrich Wilhelm I. statt. Er bildete 1716 das Artilleriekorps in ein Feldbataillon bestehend aus 5 Kompanien und 4 Festungskompanien um.
Die Garnison des Feldbataillons war Berlin. Die 4 Festungskompanien waren jeweils in Magdeburg, Wesel, Pillau und Stettin stationiert. Das Artilleriekorps zählte nun 805 Mann und die Trennung zwischen Feld- und Festungsartillerie begann sich vorzubereiten.
| 1688 | 1712 | 1722 | 1740 | 1786 |
| ---- | ---- | ---- | ---- | ---- |
| 1430 | 2003 | 2510 | 2741 | 5041 |

Die Ausbildung der Artilleristen war stark von der Infanterie geprägt. Es war wichtiger zu exerzieren als die Kanone zu beherrschen.
Unter Friedrich den Großen kam es zu einer weiteren Aufgliederung der Artillerie. Jedem Infanteriebataillon wurden zwei kleinkalibrige Kanonen als leichte Artillerie zugeteilt (pro Regiment 4 Kanonen). Die Bedienung dieser Geschütze erfolgte zur Hälfte aus nicht ausgebildeten Musketieren.
1786 dem Todesjahr Friedrich des Großen hatte sich der Anteil der Artillerie in der preußischen Armee auf 5,5 Prozent gesteigert.
Trotz einer quantitativen Überlegenheit der preußischen Armee erwies sich die preußische Artillerie der französischen Artillerie im Jahre 1806 als unterlegen. Die Gründe sind Mängel in der Organisation und dem Material (die Kanonen waren zu schwer und zu schlecht bespannt).
1. Feldartillerie
1656 bestand die Feldartillerie der brandenburgischen Armee erst aus 48 Kanonen und Haubitzen verschiedener Kaliber. 1716 bestand die Feldartillerie aus einem Feldbataillon zu 5 Kompanien.
Ab 1731 betrug die Stärke der Feldartillerie durch den Aufbau einer 6. Kompanie 785 Mann.
Bereits in den ersten Schlesischen Kriegen wurde offensichtlich wie unzureichend die Stärke der Feldartillerie war. 1741 wurde ein zweites Feldartilleriebataillon gegründet. Es bestand aus fünf Kompanien und hatte eine Mannschaftsstärke von 566 Mann. 1744 entstand aus dem ersten und zweiten Feldartilleriebataillon das erste Feldartillerieregiment. 1756 war das Regiment auf eine Stärke von 1709 Mann angestiegen und mit 360 Feldgeschützen ausgerüstet.
| 1656 | 1744 | 1756 | 1758 | 1759 | 1760 | 1761 | 1762 | 1763 | 1768 | 1786 |
| ---- | ---- | ---- | ---- | ---- | ---- | ---- | ---- | ---- | ---- | ---- |
| 48   | 222  | 360  | 393  | 536  | 523  | 532  | 662  | 732  | 874  | 930  |

Der Siebenjährige Krieg zwang Friedrich der Große dazu die Artillerie zu vergrößern. Ohne Artillerievorbereitung war ein Erfolg auf dem Gefechtsfeld nicht mehr möglich.
So verdoppelte sich die Zahl der Artilleriegeschütze zwischen 1756 und 1763.
Nach Beendigung des Krieges entstanden das zweite und das dritte Artilleriefeldregiment zu je 2 Bataillonen.

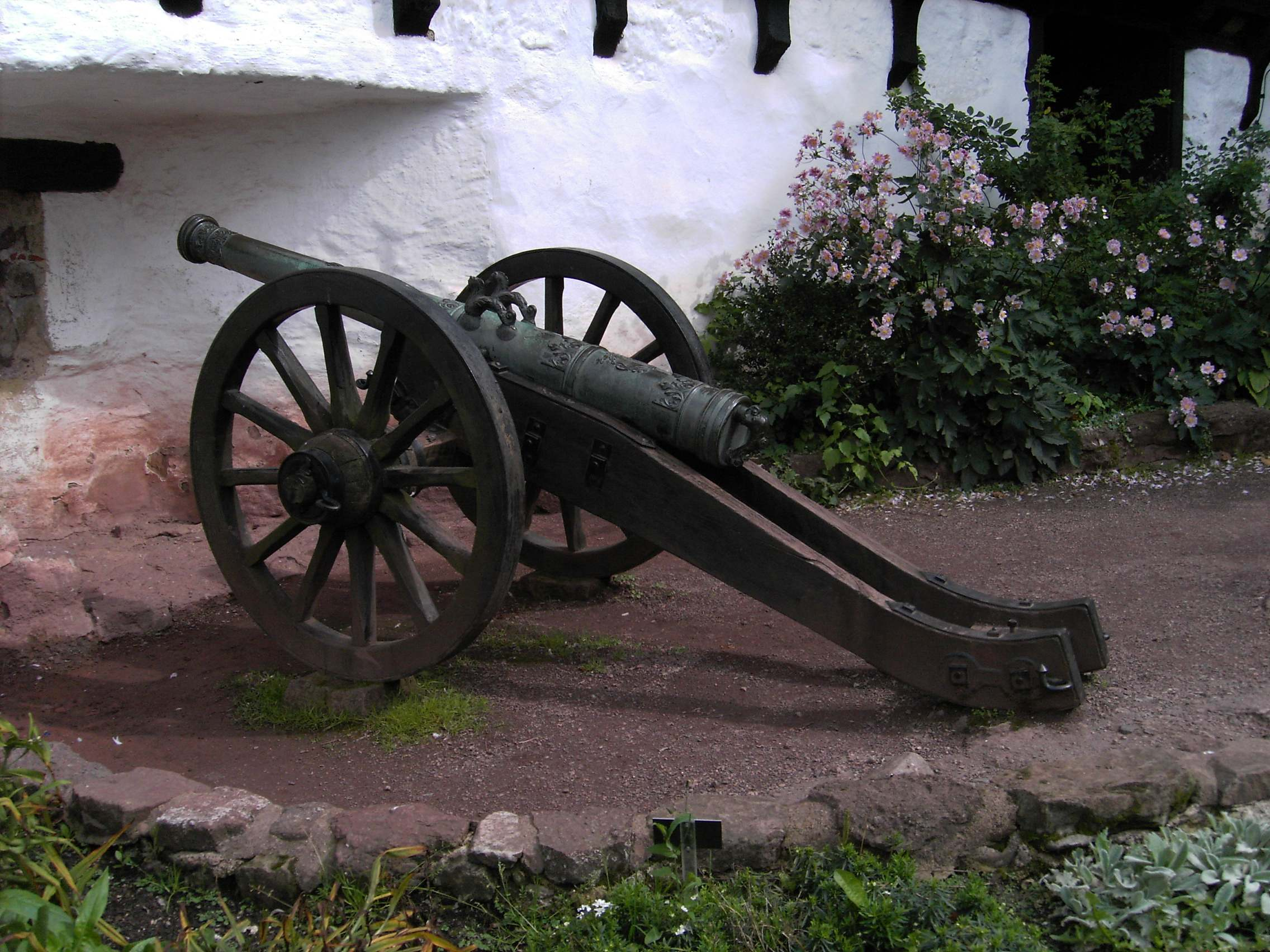
Typische Feldkanone des 17. Jahrhunderts

1763 betrug die Kopfzahl der Artillerie 6309 Mann. 1772 wurde das vierte Feldartillerieregiment gebildet, welches sich aus 2360 Soldaten zusammensetzte.
2. Festungsartillerie
1716 wurden vier Garnisonsartilleriekomanien gebildet. 1731 betrug die Stärke der Garnisonsartillerie 423 Mann. Zur Sicherung der eroberten Schlesischen Provinz, bildete Friedrich II. 1742 eine neue Artilleriegarnisonskompanie. Aus ihr wurde 1753 das Schlesische Artilleriekorps gebildet.
1756 hatte sich die Zahl der Garnisonsartilleriekompanien auf acht erhöht.
1763 betrug die Kopfstärke in den alten Garnisonskompanien 453 Mann und im schlesischen Artilleriekorps 693 Mann. 1786 gab es insgesamt 14 Garnisonkompanien.

### Garnison
In der Frühzeit der stehenden Heere bildeten die Feldtruppe die Garnison. Im Kriegsfalle blieb häufig nur ein Restbestand von Soldaten zurück, die die Befestigten Orte verteidigen sollten.
Ab 1717 ging man in Preußen dazu über Garnisonsregimenter zu bilden. Der Grund dafür lag in der Versorgung invalider Soldaten und Offiziere, aus deren Reihen sich die Regimenter zusammensetzten.
So wurden die Garnisonsregimenter von Anfang an als zweitklassig angesehen.
1726 zählten die Garnisonseinheiten bereits eine Stärke von 7.000 Mann.
Es gab drei Festungsriegel, die das preußische Hoheitsgebiet schützen sollten.
Die wichtigen Festungen unter Friedrich-Wilhelm I. waren die das preußische Kernland deckende Orte Berlin, Küstrin, Spandau und ab 1720 im Besonderen Magdeburg, das zur Hauptfestung des Königreichs ausgebaut wurde. Diese stellten den ersten Festungsriegel dar.
Besondere Bedeutung kamen den Festungen in dem vom Kernland abgeschnittenen westlichen Gebieten zu welche den zweiten Festungsriegel bildeten.
Diese waren Geldern, Hamm, Minden, Lippstadt und Wesel das zur preußischen Hauptfestung im Westen ausgebaut wurde.
Der dritte Festungsriegel waren die, das ostpreußische Territorium schützende Festungen Pillau, Memel, Kolberg und Königsberg.
Aufgrund der militärisch angespannten Lage im Siebenjährigen Krieg verwendete Friedrich der Große die Garnisonsregimenter für den Felddienst. Dort konnten die Regimenter ihre Aufgaben nur schlecht erfüllen.
Im Jahre 1776 gab es in der preußischen Armee 21.690 Mann Garnisonstruppen in 36 Garnisonbataillone.
Es war üblich die Garnisonsregimenter mit alten oder in Ungnade gefallene Offizieren und physisch schwächlichen Soldaten aufzufüllen. Dieses rächte sich 1806, als die meisten preußischen Festungen trotz gefüllter Magazine kampflos vor den französischen Truppen kapitulierten.